# Agustina Paz de Roca
Agustina Paz de Roca  (Tucumán, 4 de mayo de 1810–Ibidem,14 de octubre de 1855) fue una dama de sociedad y comerciante argentina, la madre del presidente de Argentina el general Julio Argentino Roca, esposa del coronel Segundo Roca, hija del ministro de Tucumán Juan Bautista Paz y hermana de Marcos Paz, el vicepresidente de Argentina.

## Biografía
Agustina Paz nació de una ancestral familia de Santiago del Estero, los Paz y Figueroa, Su madre era Placida Mariño y su padre era Juan Bautista Paz. Fue hermana de Marcos Paz, vicepresidente de Argentina durante el gobierno de Bartolomé Mitre. 
Agustina Paz conoció a Segundo Roca en 1836, cuando este se unió a la campaña del exgobernador Javier López, una campaña que iba dirigida a sacar del poder al caudillo federal, Alejandro Heredia.
La revuelta fracasa contra Alejandro Heredia y este decide fusilar a los invasores. Fue el padre de Agustina Paz, Juan Bautista Paz, quien siendo ministro de gobierno, le pidió que no fusile a Segundo Roca ya que era el prometido de su hija.
Agustina Paz contrajo matrimonio el 8 de marzo de 1837, a la edad de 27 años, con el coronel Segundo Roca. Su padre, Juan Bautista Paz les regaló la estancia “El Vizcacheral”. Este predio sería convertido años más tarde en una plantación de caña de azúcar
Su esposo, el coronel Segundo Roca, participó en la guerra de Independencia junto al libertador José de San Martín, en las guerras civiles de su país y en la Guerra del Paraguay.
Poco se sabe sobre su vida, salvo por cartas enviadas a su esposo que hoy se guardan en el Archivo Histórico de la Provincia de Tucumán. Entre las más conocidas, se destaca la enviada a su esposo por el nacimiento de Julio Argentino Roca:

«“Julio por ser el mes de la Patria y Argentino porque espero que haga cosas grandes por el país”»
(Agustina Paz a su marido, el Coronel Segundo Roca).

### Familia
Según los informes de la época Agustina Paz tuvo 9 hijos:
- Alejandro Segundo Roca Paz
- Antonio Ataliva Roca Paz
- Alejo Julio Argentino Roca Paz
- Bernabé Celedonio Roca Paz
- Fermín Agustín Roca Paz
- Alejo Agustín Roca Paz
- Marcos Filomeno Roca Paz
- Rudecindo Marcial Segundo Roca Paz
- Marcelina Francisca Paula Segunda Roca Paz

### Fallecimiento
Agustina Paz murió el 14 de octubre de 1855 en Tucumán. Sus restos estuvieron en el cementerio de San Miguel de Tucumán hasta 1884, cuando fueron trasladados al cementerio de la Recoleta donde se encuentra la bóveda familiar.

## Patrimonio histórico
La propiedad de Agustina Paz “El Vizcacheral”, fue declarada patrimonio cultural de Argentina por la Cámara de Diputados de la Nación Argentina el 8 de mayo de 2003.